# Hopedale (Illinois)
Hopedale és una població dels Estats Units a l'estat d'Illinois. Segons el cens del 2000 tenia 929 habitants.

## Demografia
Segons el cens del 2000, Hopedale tenia 929 habitants, 322 habitatges, i 228 famílies. La densitat de població era de 664,2 habitants/km².
Dels 322 habitatges en un 30,7% hi vivien nens de menys de 18 anys, en un 60,2% hi vivien parelles casades, en un 6,8% dones solteres, i en un 28,9% no eren unitats familiars. En el 24,2% dels habitatges hi vivien persones soles el 12,1% de les quals corresponia a persones de 65 anys o més que vivien soles. El nombre mitjà de persones vivint en cada habitatge era de 2,52 i el nombre mitjà de persones que vivien en cada família era de 3,01.
Per edats la població es repartia de la següent manera: un 21,1% tenia menys de 18 anys, un 7,6% entre 18 i 24, un 24,1% entre 25 i 44, un 17,2% de 45 a 60 i un 29,9% 65 anys o més.
L'edat mediana era de 42 anys. Per cada 100 dones de 18 o més anys hi havia 80,1 homes.
La renda mediana per habitatge era de 37.596 $ i la renda mediana per família de 42.625 $. Els homes tenien una renda mediana de 37.188 $ mentre que les dones 23.750 $. La renda per capita de la població era de 17.784 $. Aproximadament el 3,8% de les famílies i el 6,4% de la població estaven per davall del llindar de pobresa.

## Poblacions més properes
El següent diagrama mostra les poblacions més properes.